# Karret

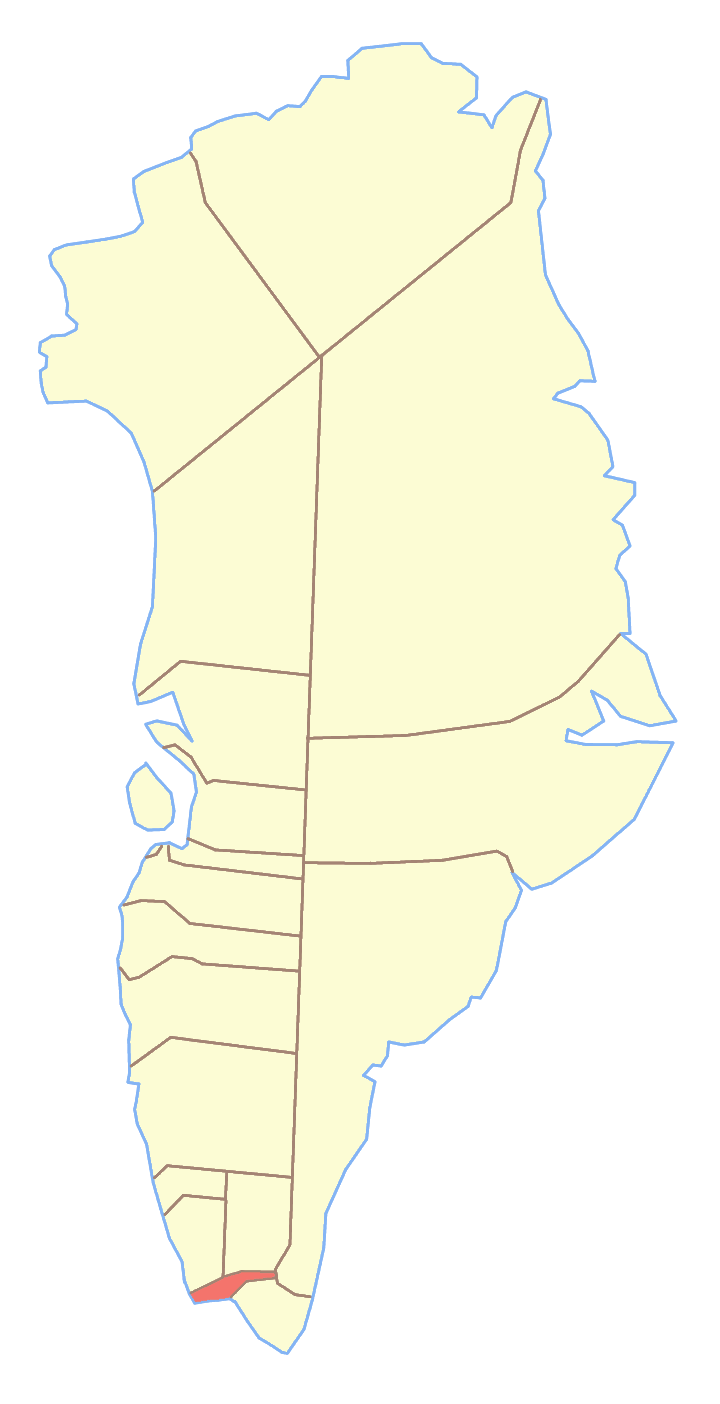
Ex comune di Qaqortoq, dove si trovava il Karret

Il Karret è un lago della Groenlandia. Si trova presso la costa del Mare del Labrador, a 152 m sul mare, a 61°04'N 47°40'O; appartiene al comune di Kujalleq.